# Баротерапия

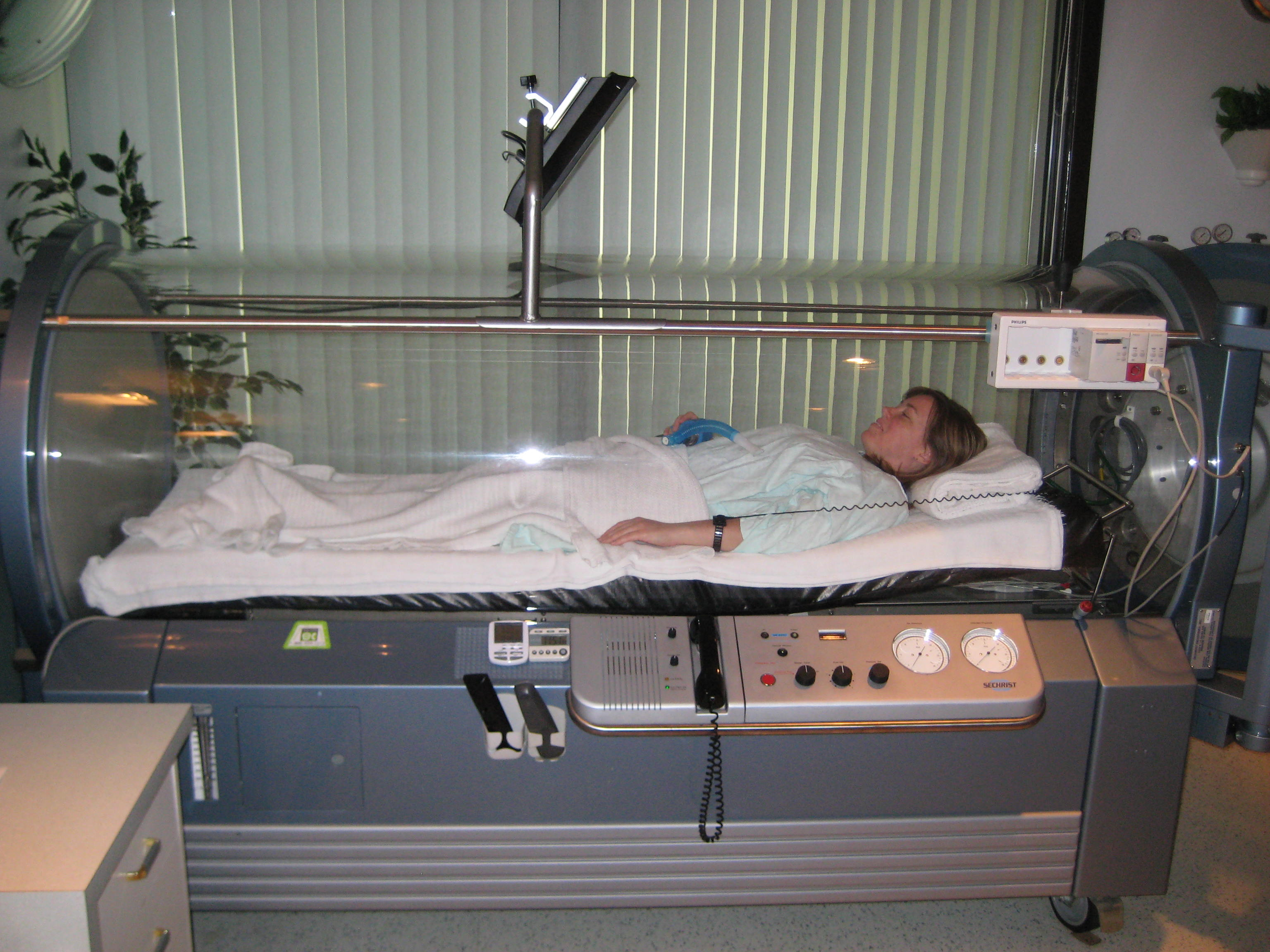
Пациентка в барокамере при проведении гипербарической оксигенации.

Баротерапия — физиотерапия, заключающаяся в действии на организм повышенного или пониженного атмосферного давления. Гипербарическая (с повышенным давлением) и гипобарическая (с пониженным давлением) общая баротерапия проводится в специальных барокамерах, рассчитанных на одного или нескольких пациентов. Существует также местная баротерапия, (вакуумтерапия путём постановки медицинских банок.)
Терапия медицинскими банками относится к альтернативной или псевдонаучной медицине, то есть не имеет доказательств действия и научного обоснования механизма действия.
Лечебные эффекты связаны с изменением условий работы сосудистой системы, изменением условий газового обмена.
Существуют тренировки альпинистов в барокамере с пониженным давлением, проводящиеся при подготовке к восхождению на высокие горы.

## Показания
В большой советской энциклопедии упоминается, что общая баротерапия показана при кессонной болезни(профессиональной болезни водолазов), негнойных воспалительных заболеваниях дыхательных путей, бронхиальной астме. Местная баротерапия (медицинские банки) в большой советской энциклопедии рекомендуется для пациентов, страдающих облитерирующим эндартериитом, ангиоспазмами, миалгией, невралгией. Лечение банками — традиционная китайская медицина, несмотря на большое количество клинических исследований показывающих некоторый положительный эффект, качество этих исследований слишком низкое и риск субъективных ошибок велик. Поэтому для лечения опоясывающего лишая, лицевого паралича, кашля, астмы, угревой сыпи, грыже поясничного диска, шейном спондилезе, инсульте, гипертонии, боли в мышцах и суставах, любых болевых синдромах нельзя рекомендовать этот метод альтернативной медицины.
Американское государственное агентство FDA предупреждает, что баротерапия имеет доказанную эффективность только для лечения кессонной болезни, но не имеет доказательств эффективности и безопасности при лечении: ВИЧ/СПИДа, болезни Альцгеймера, астмы, паралича лицевых мышц, черепно-мозговой травмы, церебрального паралича, депрессии, инфаркта миокарда, гепатита, мигрени, рассеянного склероза, Паркинсонизма, повреждения спинного мозга, спортивных травм, инсульта. «Пациенты могут ошибочно полагать, что эти устройства безопасны и эффективны, что может заставить их отложить или отказаться от проверенного медицинского лечения», — говорит Наян Патель, биомедицинский инженер в отделении анестезиологических устройств FDA. «При этом у них может не быть улучшения или даже вполне возможно ухудшение состояния.» Также указывается, что применение гипербарической камеры может вызывать легкие неприятные симптомы: боль в пазухах носа, давление в ушах, боль в суставах. Возможны тяжелые последствия в виде паралича, воздушной эмболии (пузырьки газа в крови, которые препятствуют кровообращению).
В международных клинических рекомендациях для купирования обострений бронхиальной астмы, указаны вдыхание кислорода через маску, но нет рекомендаций баротерапии.